# Pharyn Sparks
Pharyn Sparks (Tegucigalpa; 6 de noviembre de 1986) es una actriz pornográfica estadounidense nacida en Honduras.

## Carrera
Debutó en la industria del cine para adultos en el año 2008, a la edad de 22 años en la película Brand New Faces 10 de la compañía Vivid.
Se realizó una mamoplastia de aumento que la colocó en la categoría Big Boobs. Sus medidas son 38DD-27-35, y tiene un tatuaje en la parte baja de la espalda que dice "Los Ángeles".
Es de las actrices pornográficas hondureñas más destacadas del país.